# 聖安東尼奧德庫西坎查區
聖安東尼奧德庫西坎查區（西班牙語：Distrito de San Antonio de Cusicancha），是秘魯的一個區，位於該國中南部萬卡韋利卡大區的瓦伊塔拉省，始建於1962年6月14日，面積255.86平方公里，海拔高度3,228米，2005年人口2,138，人口密度每平方公里8.4人。